# Путин хујло!
„Путин је кретен!“ (укр. Путін — хуйло!; еуфемизована верзија — Хутин — пуйло!) јесте слоган-песма на украјинском и руском језику, која исмејава председника Русије Владимира Путина; први пут су је извели 30. марта 2014. радикални навијачи украјинских фудбалских клубова Металист и Шахтјор.      Ова фраза је постала протестна песма и веома је распрострањена широм Украјине међу присталицама украјинског суверенитета и територијалног интегритета и уопштено онима који се противе Владимиру Путину и у Русији и у Украјини. На српски се може превести као „Путин је кретен!“, „Путин је сероња!“ или у још увредљивијим облицима.

## Контекст
Динамика друштвено-политичких догађаја у Украјини због почетка протестних покрета и оних који су уследили оружани сукоб на истоку земље прешао је у авион информационих ратова («war of narratives» — "ратови речи"), производећи нове "семантичке дефиниције-концепте" - често раздвајајући учеснике на "своје" и "туђе". Конкретно, то се одразило на употребу погрдних (псовки) речи, у етикетирању и употреби надимака. 

## Историја
У јануару 2014. украјинске ултрас – организоване групе фудбалских навијача – изјавиле су да подржавају Евромајдан, а у фебруару су претходно сукобљени навијачи разних тимова прогласили примирје како би се заједнички борили „против безакоња, лажи и пропаганде“.  У пролеће исте године ултраси су постали активни учесници борбе против концепта федерализације Украјине, што би, по њиховом мишљењу, довело до распада земље.  После догађаја на Криму, ултраси су организовали серију маршева „За јединствену Украјину! 
Дана 30. марта, такође у вези са дешавањима на Криму и сукобом у Донбасу, ултраси харковског фудбалског клуба „Металист“ и доњецког „Шахтјора“ су по први пут отпевали скандирање „Путин је кретен!“    У исто време, историја скандирања датира још од 2010. године, када су га навијачи Металиста искористили против бившег председника кијевског Динамо клуба Григорија Суркиса („Суркис је кретен!“), који је тих година био на челу Фудбалског савеза Украјине. 
Широку медијску славу композиција која је до тада била интернет-мим, стекла је након говора министра спољних послова Андреја Дешчице 14. јуна 2014. на митингу испред руске амбасаде у Кијеву, а увредљиви надимак Владимира Путина постао је познат широм Украјине.
Ја сам против тога да ви протестујете. Русија нек одступи од Украјине! Путин је кретен! Да!— Андреј Дешчица
Дипломата је касније изјавио да је" публика тражила одговоре", па је "дипломатски бонтон пропао".
Тим истраживача који је анализирао динамику расположења корисника друштвене мреже "ВКонтакте", прецизирала је да је због изузетног значаја руског председника у сукобу, у очима присталица Евромајдана Путин је постао персонификација сукоба ("зла" или "непријатеља"): као резултат тога, до септембра 2014. године, Путин се чешће помиње у увредљивом контексту са речима попут "хуйло". У исто време, бројна извођења обрада песме објављене су на Јутјубу, често праћен описом "украјинска народна песма".

## Анализа
Композиција почиње бубњем и укључује, поред скандирања "Путин (или Суркис — хуйло", трокраке силазне секвенце са слоговима "Ла ла ла ла ла ла ла ла ла ла ла ла ла ла а а". Музички део песме има неке сличности са композицијом", написаном од стране Дејвида Хеса у 1961. године. 
Преводилац и филолог Татјана Бонч-Осмоловска композицију је окарактерисала као "народну вербалну агресију преусмерену као одговор на агресију Русије". Хорски певајући исту матерну фразу, постављену на непоколебљив мотив, сматрала је неком врстом облика карневализације. Према Бонч-Осмоловској, "због своје једноставности, сажетости и поновљивости, употреба ове поруке може бити упоредива са методама које примењују проруски медији из дана у дан понављајући исте емоционално обојене изразе: "фашисти", "хунта", "бандеровци". У овом случају, међутим, ефекат је емоционално појачан употребом баш овакве лексике, што актуелизује поруку и трансформише је у "културу смеха", другим речима, кроз исмевање, руски председник се трансформисао из нечега претећег и омраженог у нешто комично. Према мишљењу Бонч-Осмоловске, Татјана Силић се не слаже, сматрајући да је у пост-Мајданској Украјини формиран неонацистички покрет - што се одразило на нови језик.
Слажући се са значајем функције карневализације , Оксана Гаврилова је прецизирала да је слоган „Путин је кретен!” обављао и функције „протестовања, превазилажења страха и обезвређивања стварности“: по њеном мишљењу, месец дана након догађаја на Криму, негативне емоције грађана Украјине достигле су такав ниво да је само „катарзична“ функција псовке била недовољна. Позивајући се на Хенрија Бергсона, који је смех сматрао „анестезијом срца“, Гаврилова је написала да је вербална агресија у овом случају допуњена механизмом ослобађања кроз исмевање, омогућавајући краткотрајно ослобађање од бола, патње , страха и туге.  .

## Утицај
Током предизборне кампање 2014, Радикална странка Олега Љашка користила је слоган: «Путін — хуйло! Переможе добро!» (са украјинског „Путин је кретен! Добро ће победити!" на својим билбордима, а сам руски председник је приказан као непријатељ Украјине.  У мају 2014, новински сајт Нови Регион је хакован и на његовој главној адреси емитован је натпис „ПТН ХЛО“    . У априлу 2016. године активисти покрета Весна, који су организовали „митинг” у Санкт Петербургу, на ком су тражили оставку Владимира Путина, користили су слоган „Путин хелло”. 
У мају-јуну 2014, посланик Врховне Раде Украјине Виталиј Чепинога објавио је на својој Фејсбук страници песму „на мотив” песме-слогана: „укр. …Щоб здавалось, що це все наснилось, // Що ніколи й не було Хуйла…”. У јануару 2015. украјински посланик Олег Барна је, говорећи у Ради, на крају свог говора рекао да је „Путин хуйло“, и позвао све присутне да за њим понове овај слоган.
Након појаве песме-слогана и у вези са последичном широком дистрибуцијом најнеугоднијег (и тешко преводивог) израза "хуйло" у страној штампи. Гаврилова је у сарадњи са Зорјаном Тимњак предложила је рафинирани немачки превод израза: по њеном  мишљењу, дословни превод Pimmel, користи се у комуникацији са децом, и да се израз треба заменити "интензивнијим" Arschloch.
Истраживачи из Оксфорд Џон Росенберг и Марија Терентјева, анализирајући активности уредника руске, украјинске и енглеске Википедије у оквиру теорије "управљања пажњом", открили су да је од јуна до августа 2014. чланак "Путін — хуйло!" била је међу првих десет најактивније уређиваних на украјинској Википедији. Росенберг и Терентјева такође су веровали да је употреба таквог наслова прекршила принцип неутралности Википедије.
У децембру 2019. ТВ канал ТНТ исекао из украјинске серије "Слуга народа" епизоду у којој је главни лик играо Владимир Зеленски. поставља питање "Путин [носи бренд сата] хубло?"- пуна верзија, због временске разлике, приказана је само на руском далеком истоку. За неколико дана новине "Ведомости" изашао са чланком О Зеленском и хублотовом огласу за сат на насловној страни.